# IC 4506
IC 4506 ist eine linsenförmige Galaxie vom Hubble-Typ S0? im Sternbild Bärenhüter am Nordsternhimmel. Sie ist schätzungsweise 398 Millionen Lichtjahre von der Milchstraße entfernt.
Das Objekt wurde am 21. Juli 1903 von Stéphane Javelle entdeckt.